# شرم (مسطح مائي)
الشرم أو الجُون أو خليج صغيرٌ أو الجُوَين (بالإنجليزية: cove)‏ وهو خليج صغير أو نوع من الخليج المحمي على ساحل محيط أو بحر أو بحيرة.أحيانا يكون بوغاز صغير لخليج أكبر أو مدخل لبحيرة شاطئة، يتكون من مدخل ضيق وهو ما يحمي المياه داخل الخليج الصغير من التيارات الدوامية والمضطربة من المسطحات المائية الأكبر. وهو ما يشكل مأوى لحماية السفن والقوارب من العواصف والأمواج القوية.